# ركن الدولة البويهي
أبو علي الحسن بن بويه بن فنا خسرو الديلمي الملقب ركن الدولة (284 هـ-366 هـ) مؤسس الدولة البويهية في اصفهان والري. حكم همدان وجميع عراق العجم بالإضافة للري وأصفهان.
هو والد عضد الدولة فنا خسرو، ومؤيد الدولة، وفخر الدولة. كان جليل القدر عالي الهمة، ملك أربعا وأربعين سنة، قسم على أولاده الثلاثة الممالك. توفي بالري في 28 من المحرم سنة 366 هـ.
لقد منح الخليفة العباسي أبناء بويه ألقابا هامة منها:
- أحمد معز الدولة
- علي عماد الدولة
- الحسن ركن الدولة